# Lia Manoliu
Lia Manoliu (ur. 25 kwietnia 1932 w Kiszyniowie, zm. 9 stycznia 1998 w Bukareszcie) – rumuńska lekkoatletka pochodzenia węgierskiego, dyskobolka. Trzykrotna medalistka olimpijska.
Brała udział w sześciu kolejnych igrzyskach na przestrzeni dwudziestu lat (IO 52, IO 56, IO 60, IO 64, IO 68, IO 72). W 1960 i 1964 zajmowała trzecie miejsce, triumfowała w Meksyku w wieku 36 lat.
28 razy ustanawiała rekordy kraju w rzucie dyskiem, od poziomu 41,44 w 1950 do 59,48 w 1970.
W latach 1990–1998 była przewodniczącą Rumuńskiego Komitetu Olimpijskiego. Jej imieniem został nazwany Stadionul Național w stolicy Rumunii.

## Rekordy życiowe
- Rzut dyskiem – 62,06 (1972)[1]